# Jens-Carl Kristensen
Pour les articles homonymes, voir Kristensen.
Jens-Carl Kristensen, appelé aussi Jens-Carl Christensen (né le 2 mars 1933 au Danemark), est un joueur de football danois, qui jouait en tant qu'attaquant.
Il est connu pour avoir terminé meilleur buteur du championnat du Danemark lors de la saison 1953-54 avec 12 buts.